# 이승준 (야구 선수)
이승준(1976년 7월 3일 ~ )은 전 두산 베어스, 롯데 자이언츠 소속의 내야수이다. 동대문상업고등학교를 거쳐 중앙대학교에 입학하였고  두산 베어스에 입단했을 당시 두산 베어스의 김경문 감독에 의해 발탁되어 큰 체격에서 나오는 장타자로 주목을 받은 바 있다. 체격으로 인해 당시 메이저 리그에서 활동하던 일본의 마쓰이 히데키 선수와 자주 비교되어 선수 시절 팀 내 별명은 마쓰이였다. 어린 시절 그의 아버지가 헬스클럽을 운영하여 운동에 가까워 큰 체격을 가질 수 있었는데, 이는 야구선수로서 유리하게 작용했다. 체육특기생으로 1995년 중앙대학교에 입학한 그는 경영학과와 연극영화과를 선택할 수 있었는데 이 중 연극영화과를 선택하여 중앙대학교 연극영화과를 졸업했다.
1999년 두산 베어스에 입단하여 2군에서 무명으로 2년을 보낸 후 김경문 감독에 의해 발탁되었으나, 같은 시즌 경기경험 부족과 수비 불안정으로 2004년 시즌 개막 2개월만에 2군으로 강등되었다가 6월 12일 2군으로 복귀한 바 있다. 2004년 6월 15일 삼성 라이온즈와의 경기에서 상대 투수 전병호를 상대로 2회와 3회 연타석 홈런을 기록하기도 하였다. 6월 30일 현대 유니콘스와의 경기에서 2점짜리 안타를 기록하여 두산 베어스가 역전하는 데 결정적으로 도움을 줬으며, 이후 3경기에서 결정적인 타격을 기록하여 두산이 선수들의 부상에도 1위를 유지하는 데 공헌을 했다.
선수 생활 이후로는 광천고등학교 야구부에서 감독을 맡기도 하였으며, 광천고 야구부 창단 과정에서 인원수를 기준으로 야구부 창단을 결정했던 KBO에 대해 학령 인구가 적은 소도시 지역에서는 야구부를 창단할 수 없다며 비판한 바 있다. 그는 광천고 야구부를 창단하기 위해 사비를 들이기도 하며 광천고 야구부 감독을 맡게 된 것에 대해 감사함을 표했다.

## 통산 기록
| 연도 | 팀명  | 타율  | 경기 | 타수 | 득점 | 안타 | 2루타 | 3루타 | 홈런 | 루타 | 타점 | 도루 | 도실 | 볼넷 | 사구 | 삼진 | 병살 | 실책 |
| ---- | ----- | ----- | ---- | ---- | ---- | ---- | ----- | ----- | ---- | ---- | ---- | ---- | ---- | ---- | ---- | ---- | ---- | ---- |
| 2003 | 두산  | 0.258 | 24   | 31   | 2    | 8    | 2     | 0     | 2    | 16   | 3    | 1    | 0    | 0    | 0    | 11   | 1    | 0    |
| 2004 | 두산  | 0.231 | 64   | 130  | 17   | 30   | 5     | 0     | 8    | 59   | 19   | 1    | 0    | 17   | 3    | 52   | 1    | 1    |
| 2005 | 두산  | 0.182 | 24   | 33   | 2    | 6    | 0     | 0     | 1    | 9    | 4    | 0    | 0    | 1    | 1    | 13   | 1    | 2    |
| 2006 | 롯데  | 0.231 | 19   | 39   | 2    | 9    | 3     | 0     | 0    | 12   | 1    | 0    | 0    | 0    | 0    | 13   | 0    | 0    |
| 통산 | 4시즌 | 0.227 | 131  | 233  | 23   | 53   | 10    | 0     | 11   | 96   | 27   | 2    | 0    | 18   | 4    | 89   | 3    | 3    |